# 李敏雨
李 敏雨（イ・ミヌ、1915年9月5日 - 2004年12月9日）は、大韓民国における政治家。1958年に行われた第4代総選挙で初当選（民主党）した後、国会議員を通算6期務めた。その間、国会副議長（1976年3月12日～79年3月11日）や第五共和国時代（1980年 - 1988年）における最大野党であった新韓民主党の総裁を務めるなど、権威主義時代の韓国における代表的な野党政治家として活躍した。

## 歩み
1915年9月15日、忠清南道論山で生まれる。本貫は慶州李氏。日本の明治大学法学部を中退後（1941年）、朝鮮に帰国。解放後の1946年に忠北新報の総務局長兼営業局長となり、48年に清州市議会副議長となった。1958年に行われた第4代総選挙で初当選（民主党）。1960年4月の4・19革命で自由党政権が倒れた後に発足した民主党政権における国務総理指名問題に端を発する党内対立をきっかけに柳珍山など旧派政治家が民主党を割って結成した新民党に参加した。以降、柳珍山の片腕として活躍した。1974年4月に柳珍山（当時、新民党総裁）が病死した後、柳致松（後に民主韓国党総裁となった）とともに、ギョンジ洞同友会を率いた。1976年、当時の最大野党である新民党が対政府強行派の金泳三総裁と穏健派の李哲承に分裂した際、金泳三側に付いて政治的関係を強化した。
1980年5月の5・17クーデターによって政権を奪取した全斗煥ら新軍部勢力が制定した政治風土刷新のための特別措置法によって政治活動が禁止されると、同じ禁止対象者らが集まって結成された民主山岳会の会長となった。その後、全斗煥政権の所謂「国民和合措置」に基づいて政治活動禁止措置が解除された旧・新民党政治家によって1985年1月に結成された新韓民主党（以下、新民党）の総裁に選出された。新民党結成から一ヶ月足らず後に行われた第12代総選挙ではソウル市鍾路区・中区選挙区から出馬、野党ブームの先頭に立って新民党躍進に貢献した。しかし全斗煥政権末期の1986年12月、民主化措置を前提とした与党・民主正義党の議員内閣制改憲を容認する「李敏雨構想」を発表したことをきっかけに、金泳三と金大中が新民党を割って統一民主党を結成したことをうけ、政界引退を表明した。以後は政治に関与することなく三陽洞の自宅で過ごし、2004年12月9日に死去した（89歳）。